# تاكر هولينغسوررث
تاكر هولينغسوررث (بالإنجليزية: Tucker Hollingsworth)‏ هو مصور أمريكي، ولد في 1984.